# Nagysimonyi
Nagysimonyi là một thị trấn thuộc hạt Vas, Hungary. Thị trấn này có diện tích 15,67 km², dân số năm 2010 là 967 người, mật độ 62 người/km².